# Eumannia lhommaria
Eumannia lhommaria är en fjärilsart som beskrevs av Cleu 1928. Eumannia lhommaria ingår i släktet Eumannia och familjen mätare. Inga underarter finns listade i Catalogue of Life.